# スキップ!〜商店街が生んだアイドル〜
『スキップ!〜商店街が生んだアイドル〜』（スキップ!しょうてんがいがうんだアイドル）は、NHK山形放送局のテレビ放送開始50周年を記念して、2009年に「山形発地域ドラマ」として制作されたテレビドラマである。実在のローカルアイドル・SHIPの誕生を中心にしたストーリーである。

## 放送時間
スキップ!〜商店街が生んだアイドル〜
- 東北ブロックネット（NHK総合）：2009年9月11日

スキップ!〜商店街が生んだアイドル〜拡大版
- 東北ブロックネット（NHK総合）：2009年12月31日
- 全国放送（NHK-BShi）：2010年2月2日

その他、2011年7月24日には、盛岡局・仙台局・福島局において、3県でのアナログ放送終了延期により放送されない『そのとき、みんなテレビを見ていた!』の代替・穴埋めとして再放送された。

## キャスト
- 倉田竜介 - 山口馬木也
- 高原裕美 - 星井七瀬
- 立花沙里 - 通山愛里
- 吉崎美優 - 東海林愛美
- 北山美鈴 - 木野花
- 新田芳太郎 - 渡辺いっけい

## スタッフ
- 脚本 - 白石雄大
- 演出 - 宮本えり子
- 音楽 - 高田耕至
- 製作著作 - NHK山形放送局